# Masashi Nakayama
Masashi Nakayama (中山 雅史, Nakayama Masashi, Fujieda, 23 september 1967) is een Japans voormalig voetballer uit Okabe (Shizuoka). Hij speelde bijna zijn hele loopbaan bij Júbilo Iwata waar hij uitgroeide tot een grote clubheld. Nakayama maakte in zijn carrière in totaal ongeveer 226 doelpunten. Hij staat bekend om zijn vrolijke humoristische en oprechte (voor Japanse begrippen vaak brutale) persoonlijkheid en is waarschijnlijk een van de voornaamste redenen van het succes van Júbilo Iwata in de jaren negentig en de vroege jaren 2000.

## Júbilo Iwata
Masashi Nakayama speelde vanaf 1990 bij Yamaha FC (later Júbilo Iwata). In het seizoen van 1995 veroverde hij een vaste basisplaats naast Salvatore Schillaci, op dit punt speelde hij echter al voor hat Japanse nationale voetbalelftal. In 1997 werd hij voor het eerst kampioen met Júbilo. Het seizoen daarnaa (1998) was met 36 doelpunten in 27 wedstrijden het meest productieve seizoen voor Nakayama. Het seizoen daarna was hij echter minder productief, hij scoorde in 23 wedstrijden maar 6 keer. Júbilo werd dat seizoen trouwens wel voor de tweede keer kampioen van de J-League. In 2002 werd hij samen met Naohiro Takahara in de spits opnieuw kampioen. Vanaf dat punt gaat het bergafwaarts met Nakayama. Zijn techniek en doeltreffendheid roesten weg en hij verliest zijn basisplaats aan spelers als Rodrigo Gral, Ryoichi Maeda en Robert Cullen. Nakayama functioneert tegenwoordig vooral als pinchhitter en krijgt elke keer als hij scoort (wat niet vaak meer gebeurt) een groter applaus dan welke andere speler van Júbilo dan ook als ze het net raken. In 2010 vertrok hij bij Jubilo en tekende bij tweedeklasser Consadole Sapporo.

## Statistieken
| Japans voetbalelftal | Japans voetbalelftal | Japans voetbalelftal |
| Jaar                 | Wed.                 | Dlp.                 |
| -------------------- | -------------------- | -------------------- |
| 1990                 | 1                    | 0                    |
| 1991                 | 0                    | 0                    |
| 1992                 | 6                    | 3                    |
| 1993                 | 8                    | 4                    |
| 1994                 | 0                    | 0                    |
| 1995                 | 4                    | 1                    |
| 1996                 | 0                    | 0                    |
| 1997                 | 2                    | 2                    |
| 1998                 | 10                   | 4                    |
| 1999                 | 1                    | 0                    |
| 2000                 | 7                    | 6                    |
| 2001                 | 8                    | 1                    |
| 2002                 | 3                    | 0                    |
| 2003                 | 3                    | 0                    |
| Totaal               | 53                   | 21                   |

## Erelijst

### Individuele prijzen
- J1 League MVP: 1998
- J1 League topscoorder: 1998, 2000
- J1 League beste elf: 1997, 1998, 2000, 2002

### Club en nationale team
- Azië Cup 1992: Kampioen
- AFC Champions League 1999: Kampioen
- Aziatische supercup 1999: Kampioen
- J1 League: 1997, 1999, 2002: Kampioen

## Records
- Meeste hattricks op een rij: 4 in het J1 League seizoen 1998
- Snelste hattrick in een interlandwedstrijd: 3 minuten en vijftien seconden in een wedstrijd tegen Brunei (9-0 voor Japan)
- Topscorer aller tijden van Júbilo Iwata: 155 competitiedoelpunten

## Trivia
- Nakayama speelt een rol in de anime Hungry Heart: Wild Striker die door hem is ingesproken.
- Nakayama scoorde op het WK voetbal van 1998 als eerste Japanner ooit een doelpunt op het wereldkampioenschap. Nakayama deed dit met een (achteraf gebleken) gebroken been.
- Het is hem een keer in een competitiewedstrijd gelukt om met zijn achterwerk te scoren.
- Nakayama is een fan van B'z.